# Europa teraz!

Wybory parlamentarne w Czarnogórze w 2023

Wybory prezydenckie w Czarnogórze - druga tura 2023

Ruch Europa teraz! (czarnogórski: Pokret Evropa sad! / PES!) czarnogórska partia polityczna założona w czerwcu 2022 roku przez byłych ministrów finansów i gospodarki, Milojka Spajicia i Jakova Milatovicia. Określa się jako liberalny ekonomicznie ruch skoncentrowany na gospodarce i antykorupcyjny.

## Historia partii
Ruch został założony 26 czerwca 2022 r. przez Milojka Spajicia i Jakova Milatovicia, byłych ministrów, odpowiednio, finansów i gospodarki krótkotrwałego technokratycznego gabinetu utworzonego po wyborach parlamentarnych w 2020. Założyciele ogłosili wspólne zaangażowanie polityczne i utworzenie nowego ruchu politycznego już w lutym 2022 roku, wkrótce po utracie zaufania większości parlamentarnej przez technokratyczny gabinet Zdravka Krivokapicia. Oprócz Spajicia i Milatovicia założycielami ruchu są była minister obrony Olivera Injac i profesor uniwersytetu Filip Ivanović. Nazwa ruchu jest identyczna z programem reform gospodarczych (m.in. podwyżka płacy minimalnej z 222 euro do 450 euro, obniżka składek na opiekę zdrowotną) zainicjowanym przez ministrów w styczniu 2022. Nowo powstała partia zapowiedziała współpracę z innymi centrowymi i obywatelskimi podmiotami politycznymi, takimi jak koalicje pod przewodnictwem Demokratów i URA, a także z partiami interesów mniejszościowych, sprzeciwiającymi się działalności i stanowisku DPS, DF i SNP, oskarżając ich o korupcję i podsycanie podziałów etnicznych, nazywając je „partiami i politykami z przeszłości”. Prawnicy Andrej Milović i Vasilije Čarapić dołączyli do ruchu we wrześniu 2022.
W styczniu 2023 współzałożyciel ruchu Milojko Spajić ogłosił swoją kandydaturę w wyborach prezydenckich w marcu 2023. Ostatecznie został zdyskwalifikowany ze względu na podejrzenia, że posiada obywatelstwo serbskie, ponieważ czarnogórskie prawo nie zezwala na kandydowanie w wyborach prezydenckich osobom posiadającym podwójne obywatelstwo. Dyskwalifikacja Spajicia przez centralną komisję wyborczą, złożoną głównie z delegatów DPS i DF, nastąpiła szybko i nie czekała na zakończenie śledztwa wszczętego przez MSW. Dało to podstawę do spekulacji, że na decyzję miała wpływ DPS, ponieważ Spajić był postrzegany jako poważne zagrożenie dla urzędującego prezydenta Milo Đukanovicia. Członkowie Komisji reprezentujący DF również głosowali za dyskwalifikacją Spajicia. Wkrótce potem ruch zdecydował się nominować swojego drugiego współzałożyciela Jakova Milatovicia. Milatović wygrał wybory w drugiej turze.
W 2023 r. w wyborach na burmistrza Podgoricy wygrała Olivera Injac.